# Длуге (Радомщанський повіт)
Длуге (пол. Długie) — село в Польщі, у гміні Льгота-Велька Радомщанського повіту Лодзинського воєводства.
Населення — 146 осіб (2011).
У 1975-1998 роках село належало до Пйотрковського воєводства.

## Демографія
Демографічна структура станом на 31 березня 2011 року:
|          | Загалом | Допрацездатний вік | Працездатний вік | Постпрацездатний вік |
| -------- | ------- | ------------------ | ---------------- | -------------------- |
| Чоловіки | 73      | 15                 | 53               | 5                    |
| Жінки    | 73      | 11                 | 40               | 22                   |
| Разом    | 146     | 26                 | 93               | 27                   |